# Macrotona
Macrotona is een geslacht van rechtvleugeligen uit de familie veldsprinkhanen (Acrididae). De wetenschappelijke naam van dit geslacht is voor het eerst geldig gepubliceerd in 1893 door Brunner von Wattenwyl.

## Soorten
Het geslacht Macrotona omvat de volgende soorten:
- Macrotona australis Walker, 1870
- Macrotona curvicostalis Sjöstedt, 1921
- Macrotona genicularis Sjöstedt, 1921
- Macrotona lineosa Walker, 1870
- Macrotona mjobergi Sjöstedt, 1920
- Macrotona modesta Sjöstedt, 1921
- Macrotona picta Sjöstedt, 1920
- Macrotona securiformis Sjöstedt, 1921